# Cervinae
Los cervinos (Cervinae) son una subfamilia de mamíferos, la más grande de la familia Cervidae, integrada por 10 géneros y 26 especies actuales. Se incluye al extinto megaloceros (Megaloceros giganteus). La subfamilia de los cervinos incluye a todos los cérvidos euroasiáticos actuales a excepción del corzo, el reno y el alce.

## Clasificación
- Subfamilia Cervinae
  - Género Axis
    - Axis axis (Axis, ciervo axis o chital)
    - Axis calamianensis (Ciervo de los Calamianes o axis calamiano)
    - Axis kuhlii (Axis de Bawean)
    - Axis porcinus (Ciervo porcino)

  - Género Cervus
    - Cervus canadensis (wapití)
    - Cervus elaphus (Ciervo común, ciervo rojo o venado)
    - Cervus nippon (Ciervo sica)

  - Género Dama
    - Dama dama(Gamo común o gamo europeo)
    - Dama mesopotamica (Gamo persa)

  - Género Elaphodus
    - Elaphodus cephalophus (Eláfodo o ciervo de copete)

  - Género Elaphurus
    - Elaphurus davidianus (Ciervo del padre David)

  - Género Megaloceros †
    - Megaloceros giganteus (Alce irlandés, ciervo gigante o megalocero)

  - Género Muntiacus (Muntíacos)
    - Muntiacus atherodes (Muntíaco amarillo de Borneo)
    - Muntiacus crinifrons (Muntíaco negro)
    - Muntiacus feae (Muntíaco de Fea)
    - Muntiacus gongshanensis (Muntíaco de Gongshan)
    - Muntiacus muntjak (Muntíaco de la India)
    - Muntiacus putaoensis (Muntíaco de Hukawng)
    - Muntiacus reevesi (Muntíaco de Reeves)
    - Muntiacus rooseveltorum
    - Muntiacus truongsonensis (Muntíaco de Truong Son)
    - Muntiacus vuquangensis (Muntíaco gigante)

  - Género Przewalskium
    - Przewalskium albirostris(Ciervo de hocico blanco o ciervo de Thorold)

  - Género Rucervus
    - Rucervus duvaucelii (Barasinga o ciervo de los pantanos)
    - Rucervus eldii (Ciervo de Eld o Tamin)
    - Rucervus schomburgki (Ciervo de schomburgk)

  - Género Rusa
    - Rusa alfredi (Ciervo moteado de las Filipinas)
    - Rusa timorensis (Sambar o ciervo de Timor)
    - Rusa unicolor (Sambar)